# Motya smithii
Motya smithii är en fjärilsart som beskrevs av Heinrich Benno Möschler 1890. Motya smithii ingår i släktet Motya och familjen trågspinnare. Inga underarter finns listade i Catalogue of Life.